# Atletisme als Jocs Olímpics d'Estiu de 1920 - 100 metres masculins
Els 100 metres masculins van ser una de les proves del programa d'atletisme disputades durant els Jocs Olímpics d'Anvers de 1920. La prova es va disputar en dos dies i hi van prendre part 61 atletes de 23 nacions diferents. Les sèries i els quarts de final es disputaren el 15 d'agost, i les semifinals i la final el 16 d'agost.

## Medallistes
| Or                    | Plata                | Bronze             |
| Charley Paddock (USA) | Morris Kirksey (USA) | Harry Edward (GBR) |

## Rècords
Aquests eren els rècords del món i olímpic que hi havia abans de la celebració dels Jocs Olímpics de 1920.
| Rècord del Món | 10.6(*) | Donald Lippincott | Estocolm (SWE) | 6 juliol 1912 |
| Rècord Olímpic | 10.6    | Donald Lippincott | Estocolm (SWE) | 6 juliol 1912 |

(*) Aquest era l'únic rècord oficial en aquells moments, tot i que es té constància d'un mínim de quatre carreres corregudes en 10,5 segons en aquell moment.

## Resultats

### Sèries
Totes les sèries es van disputar el 15 d'agost de 1920. Passen a quarts de final els dos primers de cada sèrie.
Sèrie 1
| Posició | Atleta                | Temps | Qual. |
| ------- | --------------------- | ----- | ----- |
| 1       | William Hill (GBR)    | 11.0  | Q     |
| 2       | Mario Riccoboni (ITA) | 11.2  | Q     |
| 3       | Marcel Gustin (BEL)   |       |       |
| 4       | Ichiro Kaga (JPN)     |       |       |
| 5       | Paul Hammer (LUX)     |       |       |
| 6       | Jan de Vries (NED)    |       |       |

Sèrie 2
| Posició | Atleta                | Temps | Qual. |
| ------- | --------------------- | ----- | ----- |
| 1       | René Mourlon (FRA)    | 11.2  | Q     |
| 2       | August Sørensen (DEN) | 11.3  | Q     |
| 3       | Erik Lindvall (SWE)   |       |       |
| 4       | Ahmed Khairy (EGY)    |       |       |
| 5       | Purma Bannerjee (IND) |       |       |

Sèrie 3
| Posició | Atleta                  | Temps | Qual. |
| ------- | ----------------------- | ----- | ----- |
| 1       | Loren Murchison (USA)   | 10.8  | Q     |
| 2       | Jacobus Bukes (RSA)     | 10.9  | Q     |
| 3       | Albert Heijnneman (NED) | 11.0  |       |
| 4       | Vojtěch Plzák (TCH)     |       |       |

Sèrie 4
| Posició | Atleta                 | Temps | Qual. |
| ------- | ---------------------- | ----- | ----- |
| 1       | William Hunt (AUS)     | 11.0  | Q     |
| 2       | Félix Mendizábal (ESP) | 11.2  | Q     |
| 3       | Francis Irvine (RSA)   |       |       |
| 4       | Bjarne Guldager (NOR)  |       |       |
| 5       | Nils Sandström (SWE)   |       |       |

Sèrie 5
| Posició | Atleta                  | Temps | Qual. |
| ------- | ----------------------- | ----- | ----- |
| 1       | Vittorio Zucca (ITA)    | 11.4  | Q     |
| 2       | Cor Wezepoel (NED)      | 11.5  | Q     |
| 3       | Leonard Dixon (RSA)     |       |       |
| 4       | August Waibel (SUI)     |       |       |
| 5       | Alexandre Servais (LUX) |       |       |

Sèrie 6
| Posició | Atleta                 | Temps | Qual. |
| ------- | ---------------------- | ----- | ----- |
| 1       | Morris Kirksey (USA)   | 11.0  | Q     |
| 2       | Josef Imbach (SUI)     | 11.0  | Q     |
| 3       | René Lorain (FRA)      |       |       |
| 4       | Johan Johansen (NOR)   |       |       |
| 5       | Jaime Camps (ESP)      |       |       |
| 6       | Giovanni Orlandi (ITA) |       |       |

Sèrie 7
| Posició | Atleta              | Temps | Qual. |
| ------- | ------------------- | ----- | ----- |
| 1       | Paul Brochart (BEL) | 11.4  | Q     |
| 2       | René Tirard (FRA)   | 11.7  | Q     |
| 3       | Diego Ordóñez (ESP) |       |       |
| 4       | Jean Colbach (LUX)  |       |       |
| 5       | Eduard Hašek (TCH)  |       |       |

Sèrie 8
| Posició | Atleta                 | Temps | Qual. |
| ------- | ---------------------- | ----- | ----- |
| 1       | Charley Paddock (USA)  | 10.8  | Q     |
| 2       | Harry Edward (GBR)     | 10.9  | Q     |
| 3       | Carlos Botín (ESP)     | 11.2  |       |
| 4       | Shinichi Yamaoka (JPN) |       |       |
| 5       | Edmond Médécin (MON)   |       |       |

Sèrie 9
| Posició | Atleta                    | Temps | Qual. |
| ------- | ------------------------- | ----- | ----- |
| 1       | Émile Ali-Khan (FRA)      | 11.0  | Q     |
| 2       | Victor d'Arcy (GBR)       | 11.1  | Q     |
| 3       | Rolf Stenersen (NOR)      |       |       |
| 4       | Dimitrios Karabatis (GRE) |       |       |
| 5       | Sven Malm (SWE)           |       |       |

Sèrie 10
| Posició | Atleta                  | Temps | Qual. |
| ------- | ----------------------- | ----- | ----- |
| 1       | Harold Abrahams (GBR)   | 11.0  | Q     |
| 2       | Alexandre Penton (CAN)  | 11.1  | Q     |
| 3       | Giorgio Croci (ITA)     | 11.2  |       |
| 4       | Harry van Rappard (NED) |       |       |
| 5       | Reinhold Saulmann (EST) |       |       |

Sèrie 11
| Posició | Atleta                 | Temps | Qual. |
| ------- | ---------------------- | ----- | ----- |
| 1       | Jack Oosterlaak (RSA)  | 11.0  | Q     |
| 2       | George Davidson (NZL)  | 11.1  | Q     |
| 3       | Agne Holmström (SWE)   |       |       |
| 4       | Fritiof Andersen (DEN) |       |       |
| 5       | Jean Lefèvre (BEL)     |       |       |

Sèrie 12
| Posició | Atleta                 | Temps | Qual. |
| ------- | ---------------------- | ----- | ----- |
| 1       | Jackson Scholz (USA)   | 10.8  | Q     |
| 2       | Marinus Sørensen (DEN) | 11.2  | Q     |
| 3       | Cyril Coaffee (CAN)    |       |       |
| 4       | Julien Lehouck (BEL)   |       |       |
| 5       | Asle Bækkedal (NOR)    |       |       |

### Quarts de final
Totes les sèries de quarts de final es van disputar el 15 d'agost de 1920. Passen a semifinals els dos primers de cada sèrie.
Sèrie 1
| Posició | Atleta                | Temps | Qual. |
| ------- | --------------------- | ----- | ----- |
| 1       | Harry Edward (GBR)    | 10.8  | Q     |
| 2       | Loren Murchison (USA) | 10.9  | Q     |
| 3       | René Mourlon (FRA)    | 11.0  |       |
| 4       | William Hunt (AUS)    | 11.2  |       |
| 5       | Mario Riccobono (ITA) |       |       |

Sèrie 2
| Posició | Atleta                 | Temps | Qual. |
| ------- | ---------------------- | ----- | ----- |
| 1       | William Hill (GBR)     | 11.0  | Q     |
| 2       | Félix Mendizábal (ESP) |       | Q     |
| 3       | Willie Bukes (RSA)     |       |       |
| 4       | August Sørensen (DEN)  |       |       |
| 5       | Vittorio Zucca (ITA)   |       |       |

Sèrie 3
| Posició | Atleta                | Temps | Qual. |
| ------- | --------------------- | ----- | ----- |
| 1       | Charley Paddock (USA) | 10.8  | Q     |
| 2       | Émile Ali-Khan (FRA)  | 10.9  | Q     |
| 3       | George Davidson (NZL) |       |       |
| 4       | Harold Abrahams (GBR) |       |       |
| 5       | Cor Wezepoel (NED)    |       |       |

Sèrie 4
| Posició | Atleta                 | Temps | Qual. |
| ------- | ---------------------- | ----- | ----- |
| 1       | Jackson Scholz (USA)   | 10.8  | Q     |
| 2       | Jack Oosterlaak (RSA)  | 11.0  | Q     |
| 3       | Josef Imbach (SUI)     | 11.1  |       |
| 4       | René Tirard (FRA)      | 11.2  |       |
| 5       | Alexandre Penton (CAN) | 11.4  |       |

Sèrie 5
| Posició | Atleta                 | Temps | Qual. |
| ------- | ---------------------- | ----- | ----- |
| 1       | Morris Kirksey (USA)   | 10.8  | Q     |
| 2       | Paul Brochart (BEL)    |       | Q     |
| 3       | Victor d'Arcy (GBR)    |       |       |
| 4       | Marinus Sørensen (DEN) |       |       |

### Semifinals
Les semifinals es van disputar el 16 d'agost de 1920. Passen a la final els tres primers de cada sèrie.
Sèrie 1
| Posició | Atleta                 | Temps | Qual. |
| ------- | ---------------------- | ----- | ----- |
| 1       | Harry Edward (GBR)     | 10.8  | Q     |
| 2       | Jackson Scholz (USA)   | 10.9  | Q     |
| 3       | Morris Kirksey (USA)   | 11.0  | Q     |
| 4       | Jack Oosterlaak (RSA)  |       |       |
| 5       | Félix Mendizábal (ESP) |       |       |

Sèrie 2
| Posició | Atleta                | Temps | Qual. |
| ------- | --------------------- | ----- | ----- |
| 1       | Charley Paddock (USA) | 10.8  | Q     |
| 2       | Émile Ali-Khan (FRA)  | 10.8  | Q     |
| 3       | Loren Murchison (USA) | 11.0  | Q     |
| 4       | Paul Brochart (BEL)   |       |       |
| 5       | William Hill (GBR)    |       |       |

### Final
Es va disputar el 16 d'agost de 1920.
| Posició | Atleta                | Temps    |
| ------- | --------------------- | -------- |
| 1       | Charley Paddock (USA) | 10.6 =OR |
| 2       | Morris Kirksey (USA)  | 10.8     |
| 3       | Harry Edward (GBR)    | 11.0     |
| 4       | Jackson Scholz (USA)  | 11.0     |
| 5       | Émile Ali-Khan (FRA)  | 11.1     |
| 6       | Loren Murchison (USA) | 11.2     |